# Wojciechów (powiat trzebnicki)
Wojciechów – nieistniejący już przysiółek znajdujący się w województwie dolnośląskim, powiecie trzebnickim, Gminie Oborniki Śląskie na północny zachód od Urazu.
Przysiółek znajdował się przy drodze relacji Uraz-Brzeg Dolny. Przestał istnieć zaraz po 1945 r. Obecnie po wsi pozostały fundamenty budynków oraz niemiecki cmentarz tuż obok skrzyżowania na Jodłowice. 